# Medina County (Ohio)
 Der er for få eller ingen kildehenvisninger i denne artikel, hvilket er et problem. Du kan hjælpe ved at angive troværdige kilder til de påstande, som fremføres i artiklen.

 For alternative betydninger, se Medina County. (Se også artikler, som begynder med Medina County)
Medina County er et county i den amerikanske delstat Ohio.

## Demografi
Ifølge folketællingen fra 2000 boede der 151,095 personer i amtet. Der var 54,542 husstande med 42,215 familier. Befolkningstætheden var 52 personer pr. km². Befolkningens etniske sammensætning var som følger: 97.26% hvide, 0.88% afroamerikanere, 0.15% indianere, 0.64% asiater, 0,02% fra Stillehavsøerne, 0.25% af anden oprindelse og 0.80% fra to eller flere grupper.
Der var 151,095 husstande, hvoraf 37.70% havde børn under 18 år boende. 66.50% var ægtepar, som boede sammen, 7.80% havde en enlig kvindelig forsøger som beboer, og 22.60% var ikke-familier. 18.90% af alle husstande bestod af enlige, og i 6.90% af tilfældende boede der en person som var 65 år eller ældre.
Gennemsnitsindkomsten for en hustand var $55,811 årligt, mens gennemsnitsindkomsten for en familie var på $62,489 årligt.